# Kurt Prietzel
Kurt Prietzel (* 29. April 1897 in Langwaltersdorf; † April 1945) war ein deutscher Polizist und SS-Führer.

## Leben
Prietzel war Kriegsfreiwilliger im Ersten Weltkrieg. Nach Kriegsende war Prietzel als Zahlmeister von März 1920 bis 1936 Hauptmann der Landespolizei. Zum 1. Mai 1937 trat er der NSDAP bei (Mitgliedsnummer 4.158.931). Er schloss sich auch der SS an (SS-Nummer 276.744) und gehörte dem Nachrichtensturmbann der SS-Verfügungstruppe als Verwaltungsführer an.
Ab April 1939 war er Hauptabteilungsleiter im Hauptamt Bereich Haushalt und Bauten und wurde dort 1941 Stellvertreter des Amtsleiters. Ab Februar 1942 leitete Prietzel im neu entstandenen SS-Wirtschafts- und Verwaltungshauptamt (SS-WVHA) das Amt B I (Verpflegungswirtschaft) und stellvertretend die Amtsgruppe B. Bei der Waffen-SS erreichte er im Januar 1942 den Rang eines SS-Standartenführers.
Anfang Februar 1943 wechselte Prietzel ins Reichssicherheitshauptamt (RSHA) und leitete dort das Amt II (Organisation, Verwaltung und Recht). Ab Anfang Juni 1944 wechselte Prietzel als SS-Wirtschafter nach Oslo. Seit April 1945 gilt Prietzel als vermisst. Wahrscheinlich ist er bei Kampfhandlungen in der Endphase des Zweiten Weltkrieges umgekommen.